# イジー・ノバク
イジー・ノバク（Jiří Novák,  [ˈjɪr̝iː ˈnovaːk]、1975年3月22日 - ）は、チェコ・ズリーン出身の男子プロテニス選手。フォアハンド・ストロークを最大の武器にするベースライン・プレーヤーである。自己最高ランキングはシングルス5位、ダブルス6位。ATPツアーでシングルス7勝、ダブルス18勝を挙げた。身長190cm、体重86kgの長身選手。右利き、バックハンド・ストロークは両手打ち。

## 来歴
6歳からテニスを始め、1993年にプロ入り。1996年1月のハイネケン・オープンでツアー初優勝。2002年全豪オープンで4大大会の自己最高成績を出し、初のベスト4に進出した。この時は優勝したトーマス・ヨハンソンに6-7, 6-0, 6-4, 3-6, 4-6のフルセットで敗れ、決勝進出を逃している。この年にローマ・マスターズとカナダ・マスターズでベスト4、マドリード・マスターズで準優勝し世界ランキングを自己最高の5位に上げ、世界ランキング上位8名しか出場資格を得られない男子プロテニスツアー最終戦テニス・マスターズ・カップにも出場した。当時世界ランキング2位のアンドレ・アガシに7-5, 6-1で勝利したが当時6位のロジャー・フェデラーとフアン・カルロス・フェレーロに敗れ1勝2敗で敗退した。
2004年10月のジャパン・オープン・テニス選手権準決勝ではレイトン・ヒューイットを6-4, 4-6, 6-2で破り、決勝ではビッグ・サーバーのテーラー・デントに5-7, 6-1, 6-3で逆転勝ちし、大会初優勝となるシングルス6勝目を挙げた。10月のスイス・インドア大会の決勝でダビド・ナルバンディアンを5–7, 6–3, 6–4, 1–6, 6–2で破りツアー7勝目を挙げたのが最後のシングルス優勝になり、2007年7月のコシツェでのチャレンジャー大会を最後に、32歳で現役を引退した。
ダブルスでのノバクは、2001年ウィンブルドン選手権と2002年全米オープンで2度の4大大会男子ダブルス準優勝がある。2000年から2001年にかけてはダビド・リクルとペアを組んで多くの好成績を出していたが、2002年全米オープンではラデク・ステパネクと組んだ。
ノバクは1996年アトランタ五輪、2000年シドニー五輪、2004年アテネ五輪の3大会連続で、オリンピックチェコ代表選手として出場している。

## ATPツアー決勝進出結果

### シングルス: 13回 (7勝6敗)
| 大会グレード                                  |
| グランドスラム (0-0)                          |
| テニス・マスターズ・カップ (0-0)              |
| ATPマスターズシリーズ (0-1)                   |
| ATPインターナショナルシリーズ・ゴールド (2-2) |
| ATPインターナショナルシリーズ (5–3)           |

| サーフェス別タイトル |
| ハード (2-5)         |
| クレー (4-1)         |
| 芝 (0-0)             |
| カーペット (1-0)     |

| 結果   | No. | 決勝日         | 大会           | サーフェス        | 対戦相手                     | スコア                  |
| ------ | --- | -------------- | -------------- | ----------------- | ---------------------------- | ----------------------- |
| 優勝   | 1.  | 1996年1月14日  | オークランド   | ハード            | ブレット・スティーブン       | 6–4, 6–4                |
| 準優勝 | 1.  | 1996年3月10日  | メキシコシティ | クレー            | トーマス・ムスター           | 6–7(3), 2–6             |
| 優勝   | 2.  | 1998年11月2日  | メキシコシティ | クレー            | グザビエ・マリス             | 6–3, 6–3                |
| 優勝   | 3.  | 2001年5月6日   | ミュンヘン     | クレー            | アントニー・デュピュイ       | 6–4, 7–5                |
| 優勝   | 4.  | 2001年7月16日  | グシュタード   | クレー            | フアン・カルロス・フェレーロ | 6–1,–7(5-7), 7–5        |
| 準優勝 | 2.  | 2002年10月13日 | ウィーン       | ハード (室内)     | ロジャー・フェデラー         | 4–6, 1–6, 6–3, 4–6      |
| 準優勝 | 3.  | 2002年10月20日 | マドリード     | ハード (室内)     | アンドレ・アガシ             | 不戦敗                  |
| 準優勝 | 4.  | 2003年3月2日   | ドバイ         | ハード            | ロジャー・フェデラー         | 1–6, 6–7(2-7)           |
| 優勝   | 5.  | 2003年7月13日  | グシュタード   | クレー            | ロジャー・フェデラー         | 5–7, 6–3, 6–3, 1–6, 6–3 |
| 準優勝 | 5.  | 2003年9月22日  | 上海           | ハード            | マーク・フィリプーシス       | 2–6, 1–6                |
| 優勝   | 6.  | 2004年10月10日 | 東京           | ハード            | テーラー・デント             | 5–7, 6–1, 6–3           |
| 優勝   | 7.  | 2004年10月30日 | バーゼル       | カーペット (室内) | ダビド・ナルバンディアン     | 5–7, 6–3, 6–4, 1–6, 6–2 |
| 準優勝 | 6.  | 2005年2月7日   | デルレイビーチ | ハード            | グザビエ・マリス             | 6–7, 2–6                |

### ダブルス: 40回 (18勝22敗)
| 結果   | No. | 決勝日         | 大会               | サーフェス        | パートナー         | 対戦相手                                                  | スコア                  |
| ------ | --- | -------------- | ------------------ | ----------------- | ------------------ | --------------------------------------------------------- | ----------------------- |
| 準優勝 | 1.  | 1995年8月6日   | プラハ             | クレー            | ダビド・リクル     | リボル・ピメク バイロン・タルボット                       | 5-7, 6-1, 6-7           |
| 優勝   | 1.  | 1995年9月11日  | ボゴタ             | クレー            | ダビド・リクル     | スティーブ・キャンベル マラビーヤ・ワシントン             | 7–6, 6–2                |
| 優勝   | 2.  | 1995年10月29日 | サンティアゴ       | クレー            | ダビド・リクル     | シェルビー・キャノン フランシスコ・モンタナ               | 6–4, 4–6, 6–1           |
| 準優勝 | 2.  | 1995年11月5日  | モンテビデオ       | クレー            | ダビド・リクル     | セルヒオ・カサル エミリオ・サンチェス                     | 6-2, 6-7, 6-7           |
| 準優勝 | 3.  | 1995年11月12日 | ブエノスアイレス   | クレー            | ダビド・リクル     | ヴィンセント・スペーディア クリスト・ファン・レンスベルフ | 3-6, 3-6                |
| 準優勝 | 4.  | 1996年2月18日  | ドバイ             | ハード            | カレル・ノバチェク | バイロン・ブラック グラント・コネル                       | 0-6, 1-6                |
| 優勝   | 3.  | 1996年3月25日  | カサブランカ       | クレー            | ダビド・リクル     | トマス・カルボネル フランシスコ・ロイグ                   | 7–6, 6–3                |
| 優勝   | 4.  | 1996年7月14日  | グシュタード       | クレー            | パベル・ビズネル   | トレバー・クロネマン デビッド・マクファーソン             | 4–6, 7–6, 7–6           |
| 準優勝 | 5.  | 1996年11月10日 | モスクワ           | カーペット (室内) | ダビド・リクル     | リック・リーチ アンドレイ・オルホフスキー                 | 6-4, 1-6, 2-6           |
| 優勝   | 5.  | 1997年10月19日 | オストラヴァ       | カーペット (室内) | ダビド・リクル     | ドナルド・ジョンソン フランシスコ・モンタナ               | 6–2, 6–4                |
| 優勝   | 6.  | 1998年2月2日   | スプリト           | カーペット (室内) | マルティン・ダム   | フレドリク・ベリ パトリク・フレデリクソン                 | 7–6, 6–2                |
| 準優勝 | 6.  | 1998年8月2日   | ウマグ             | クレー            | ダビド・リクル     | ニール・ブロード ピート・ノーバル                         | 1-6, 6-3, 3-6           |
| 優勝   | 7.  | 1998年8月16日  | サンマリノ         | クレー            | ダビド・リクル     | マリアノ・フッド セバスティアン・プリエト                 | 6–4, 7–6                |
| 優勝   | 8.  | 1998年8月23日  | インディアナポリス | ハード            | ダビド・リクル     | マーク・ノールズ ダニエル・ネスター                       | 6–2, 7–6                |
| 準優勝 | 7.  | 1998年10月4日  | マヨルカ           | クレー            | ダビド・リクル     | パブロ・アルバーノ ダニエル・オルサニッチ                 | 6-7, 3-6                |
| 優勝   | 9.  | 1998年11月1日  | メキシコシティ     | クレー            | ダビド・リクル     | ダニエル・オルサニッチ ダビド・ロディッティ               | 6–4, 6–2                |
| 準優勝 | 8.  | 1999年1月17日  | オークランド       | ハード            | ダビド・リクル     | ジェフ・タランゴ ダニエル・バチェク                       | 5-7, 5-7                |
| 準優勝 | 9.  | 1999年4月11日  | エストリル         | クレー            | ダビド・リクル     | トマス・カーボネル ドナルド・ジョンソン                   | 3-6, 6-2, 1-6           |
| 準優勝 | 10. | 1999年4月25日  | モンテカルロ       | クレー            | ダビド・リクル     | オリビエ・ドレートル ティム・ヘンマン                     | 2-6, 3-6                |
| 準優勝 | 11. | 1999年10月10日 | バーゼル           | カーペット (室内) | ダビド・リクル     | ブレント・ヘイガース アレクサンダー・キティノフ           | 6-0, 4-6, 5-7           |
| 優勝   | 10. | 2000年2月13日  | ドバイ             | ハード            | ダビド・リクル     | ロビー・コーニッグ ピーター・トラマッチ                   | 6–2, 7–5                |
| 優勝   | 11. | 2000年7月16日  | グシュタード       | クレー            | ダビド・リクル     | ジェローム・ゴルマール ミヒャエル・コールマン             | 3–6, 6–3, 6–4           |
| 優勝   | 12. | 2000年7月23日  | シュトゥットガルト | クレー            | ダビド・リクル     | ルーカス・アーノルド・カー ドナルド・ジョンソン           | 5–7, 6–2, 6–3           |
| 準優勝 | 12. | 2000年10月15日 | ウィーン           | ハード (室内)     | ダビド・リクル     | エフゲニー・カフェルニコフ ネナド・ジモニッチ             | 4-6, 4-6                |
| 準優勝 | 13. | 2000年10月29日 | モスクワ           | カーペット (室内) | ダビド・リクル     | ヨナス・ビョルクマン ダーヴィト・プリノジル               | 2-6, 3-6                |
| 優勝   | 13. | 2000年11月5日  | シュトゥットガルト | ハード (室内)     | ダビド・リクル     | ドナルド・ジョンソン ピート・ノーバル                     | 3–6, 6–3, 6–4           |
| 準優勝 | 14. | 2001年2月18日  | コペンハーゲン     | ハード (室内)     | ダビド・リクル     | ウェイン・ブラック ケビン・ウリエット                     | 3-6, 3-6                |
| 優勝   | 14. | 2001年4月1日   | マイアミ           | ハード            | ダビド・リクル     | ヨナス・ビョルクマン トッド・ウッドブリッジ               | 7–5, 7–6(3)             |
| 準優勝 | 15. | 2001年7月8日   | ウィンブルドン     | 芝                | ダビド・リクル     | ジャレッド・パーマー ドナルド・ジョンソン                 | 4-6, 6-4, 3-6, 6-7(6-7) |
| 優勝   | 15  | 2001年8月5日   | モントリオール     | ハード            | ダビド・リクル     | ドナルド・ジョンソン ジャレッド・パーマー                 | 6–4, 3–6, 6–3           |
| 準優勝 | 16. | 2001年10月14日 | ウィーン           | ハード (室内)     | ダビド・リクル     | マルティン・ダム ラデク・ステパネク                       | 3-6, 2-6                |
| 準優勝 | 17. | 2002年1月6日   | ドーハ             | ハード            | ダビド・リクル     | ドナルド・ジョンソン ジャレッド・パーマー                 | 3-6 6-7(5-7)            |
| 準優勝 | 18. | 2002年2月17日  | コペンハーゲン     | ハード (室内)     | ラデク・ステパネク | ユリアン・ノール ミヒャエル・コールマン                   | 6–7(8), 5–7             |
| 準優勝 | 19. | 2002年9月6日   | 全米オープン       | ハード            | ラデク・ステパネク | マヘシュ・ブパシ マックス・ミルヌイ                       | 3–6, 6–3, 4–6           |
| 準優勝 | 20. | 2002年10月13日 | ウィーン           | ハード (室内)     | ラデク・ステパネク | ジョシュア・イーグル サンドン・ストール                   | 4–6, 3–6                |
| 準優勝 | 21. | 2004年1月16日  | オークランド       | ハード            | ラデク・ステパネク | マヘシュ・ブパシ ファブリス・サントロ                     | 6–4, 5–7, 3–6           |
| 優勝   | 16. | 2004年7月18日  | シュトゥットガルト | クレー            | ラデク・ステパネク | シーモン・アスペリン トッド・ペリー                       | 6–2, 6–4                |
| 準優勝 | 22. | 2004年10月10日 | 東京               | ハード            | ペトル・パーラ     | ジャレッド・パーマー パベル・ビズネル                     | 1-5 途中棄権            |
| 優勝   | 17. | 2005年7月31日  | ウマグ             | クレー            | ペトル・パーラ     | ミハル・メルティナク ダビド・シュコッホ                   | 6–3, 6–3                |
| 優勝   | 18. | 2006年7月16日  | グシュタード       | クレー            | アンドレイ・パベル | マルコ・チウディネリ ジャン＝クロード・シェレル           | 6–3, 6–1                |

## 4大大会シングルス成績
略語の説明
| W | F | SF | QF | #R | RR | Q# | LQ | A | Z# | PO | G | S | B | NMS | P | NH |

W=優勝, F=準優勝, SF=ベスト4, QF=ベスト8, #R=#回戦敗退, RR=ラウンドロビン敗退, Q#=予選#回戦敗退, LQ=予選敗退, A=大会不参加, Z#=デビスカップ/BJKカップ地域ゾーン, PO=デビスカップ/BJKカッププレーオフ, G=オリンピック金メダル, S=オリンピック銀メダル, B=オリンピック銅メダル, NMS=マスターズシリーズから降格, P=開催延期, NH=開催なし.
| 大会           | 1995 | 1996 | 1997 | 1998 | 1999 | 2000 | 2001 | 2002 | 2003 | 2004 | 2005 | 2006 | 通算成績 |
| -------------- | ---- | ---- | ---- | ---- | ---- | ---- | ---- | ---- | ---- | ---- | ---- | ---- | -------- |
| 全豪オープン   | A    | 1R   | 2R   | A    | 3R   | 2R   | A    | SF   | 3R   | 3R   | A    | A    | 13–7     |
| 全仏オープン   | A    | 2R   | A    | 1R   | 2R   | 1R   | 3R   | 3R   | 4R   | 2R   | 2R   | 1R   | 11–10    |
| ウィンブルドン | A    | 2R   | 1R   | 1R   | 2R   | 1R   | 2R   | 2R   | 3R   | 1R   | 3R   | 1R   | 8–11     |
| 全米オープン   | 1R   | 2R   | 2R   | 1R   | 4R   | 3R   | 3R   | 4R   | 3R   | 3R   | 2R   | 4R   | 20–11    |

※: 2005年全米2回戦の不戦敗は通算成績に含まない